# D-War
D-War (en coreano: 디워), es una película de acción y fantasía urbana de 2007 de Corea del Sur, lanzada en América del Norte como Dragon Wars: D-War y D-War: Dragon Wars y en Malasia como Guerra de los Dragones. Fue escrita y dirigida por Shim Hyung-rae y fue la película de mayor presupuesto rodada en Corea durante el año 2007.

## Argumento
Ethan Kendrick, en su infancia, mientras visitaba una tienda de antigüedades conoció al dueño del lugar, un misterioso anciano llamado Jack quien le contó una historia sobre el pasado de ambos.
Según la tradición coreana existen en el mundo criaturas sagradas llamadas Imoogis, gigantescas serpientes que viven la tierra, cada quinientos años el cielo elige al más virtuoso de esta especie y le entrega como regalo la Yuh Yi Joo, una perla mística hecha de energía celestial que lo transforma en un dragón y le permite ascender al cielo. Sin embargo, hace quinientos años apareció un imoogi maligno llamado Buraki que intentaba obtener la perla y ascender sin merecerlo, por ello el cielo intentó prevenir esto escondiendo la Yuh Yi Joo en el alma de Narin, la hija recién nacida de un noble y además enviando como sus guardianes a un anciano guerrero sabio acompañado de su aprendiz, un niño llamado Haram, su labor era custodiar a Narin hasta que cumpliera veinte años, tiempo en que la perla habría madurado suficiente y la niña renunciaría a su vida para entregar la joya al Buen Imoogi; desgraciadamente, el día del evento, Buraki guiá a su ejército de monstruos y ataca el lugar. Haram es encomendado por su maestro de proteger a la joven y entregarla al Buen Imoogi, sin embargo, con el tiempo ambos se habían enamorado e incapaz de sacrificarla intenta huir con ella y acaban quitándose la vida para evitar que las serpientes los separen. De esta forma, la perla se pierde y con ello la oportunidad de ambos imoogis de trascender.
Jack explica al niño que le revela todo esto ya que él es la reencarnación del anciano y Ethan lo es a su vez de Haram. También señala que Narin ha reencarnado y con ella la perla, que aun sigue ligada a su alma, por lo que debe estar atento, ya que están destinados a reunirse y su deber es enmendar los errores de su pasado. Con este fin, Jack da a Ethan un medallón que perteneció a Haram y revela que la reencarnación de Narin es Sarah Daniels, a quien encontrará en Los Ángeles.
Quince años después de esta revelación, Buraki invade la ciudad, decidido a capturar a Sarah, quien está en vísperas de su vigésimo cumpleaños; con lo cual Ethan, ahora presentador un periodista, la rescata y explica la situación, durante el cual finalmente recuperan los recuerdos de sus vidas pasadas. Sin embargo, Buraki constantemente los acosa y persigue por toda la ciudad, destruyendo todo a su paso. A medida que recuperan sus memorias y conviven comprenden que a pesar de haber reencarnado ambos aún se aman y Sarah se siente perturbada al entender que su destino es ser asesinada por Buraki o sacrificarse por el Buen Imoogi, ante esto Ethan, tal como lo hizo Haram, plantea huir juntos de ambas serpientes.
Durante la persecución resultante, el ejército de Buraki invade la ciudad y se enfrenta al Ejército de los Estados Unidos, la Fuerza Aérea de Estados Unidos y el Departamento de Policía de Los Ángeles en la batalla. Este ejército abruma a las fuerzas humanas, mientras que Ethan y Sarah escapan de la ciudad, pero posteriormente son capturados y llevados a la fortaleza de Buraki, donde Sarah es dispuesta en un altar de sacrificio para que Buraki la devore. Sin embargo el medallón de Ethan desata un poder que destruye al ejército de monstruos. 
Ethan intenta evitar que Buraki devore a Sarah, pero la serpiente los arrincona hasta que se presenta el Buen Imoogi y se enfrenta a Buraki, ambos Imoogi se enzarzan en un duelo brutal donde Buraki obtiene la ventaja al ser más fuerte y despiadado, Ethan desea aprovechar la pelea para escapar juntos, sin embargo, Sarah finalmente comprende y acepta su destino, por lo que encara a Buraki y tras manifestar la Yuh Yi Joo pierde su vida al entregarla al Buen Imoogi, quien se transforma en un dragón y gracias su nuevo cuerpo y poderes domina el combate y acaba con Buraki incinerándolo con su aliento.
Tras su victoria, el Dragón Celestial permite al alma de Sarah manifestarse para despedirse de Ethan, a quien ella asegura que se volverán a ver y promete amarlo por toda la eternidad; luego asciende hacia el cielo. Jack aparece junto a Ethan, recordándole que a los dos "se les ha dado un gran honor" de participar en esta transformación y desaparece del lugar en forma de polvo. Después de susurrar: "Adiós, viejo", Ethan se aleja hacia el desierto.

## Reparto
- Jason Behr como Ethan Kendrick
- Amanda Brooks como Sarah Daniels.
- Robert Forster como Jack.
- Chris Mulkey como el agente Frank Pinsky.
- Elizabeth Peña como la agente Linda Pérez.
- Craig Robinson como Bruce.
- Aimee Garcia es Brandy.
- John Ales como el agente Judah Campbell.
- Billy Gardell como el señor Belafonte.
- Hyun Jin como Haram.
- Hyojin Ban como Narin.
- Roberta Farkas como la Narradora (no acreditada).
- Cody Arens como el joven Ethan Kendrick.

## Producción
Originalmente titulado Dragon Wars (y todavía se le conoce por este título en el material publicitario), D-War tiene una larga historia de producción en Corea del Sur. La película fue anunciada en 2002 por el director Shim Hyung-rae como su proyecto de seguimiento de Yonggary de 1999. El presupuesto se fijó en 30 millones de wones (aproximadamente 35 millones de dólares), pero al final se sobrepasó el presupuesto para crear las diversas criaturas de la película, con algunas estimaciones externas de hasta 75 millones de dólares. El lanzamiento del DVD confirmó que efectivamente costó 99 millones de dólares.
Los siguientes tres años se pasaron creando los efectos de las criaturas, todos los cuales fueron realizados en casa por la compañía Younggu-Art Movies de Shim. La película completa se estrenó en el American Film Market a principios de 2007. La película se estrenó en Corea del Sur el 1 de agosto de 2007. En los Estados Unidos, la película fue estrenada el 14 de septiembre de 2007 por Freestyle Releasing.
El 7 de agosto de 2007, el programa de televisión en vivo de la mañana de Munhwa Broadcasting Corporation (MBC) de Corea del Sur transmitió la escena final de la película en la televisión sin el permiso del estudio, lo que provocó una controversia. Unos días después, el Ministerio de Cultura y Turismo emitió un comunicado en el que dijeron que el incidente no violó las leyes de derechos de autor de Corea del Sur.

## Secuela
En marzo de 2016, se anunció que una secuela titulada D-War II: Mysteries of the Dragon sería cofinanciada con H&R Global Pictures de China. La fecha de estreno de la película está por determinar.

## Premios y nominaciones
| Año  | Premio                        | Categoría                        | Candidato      | Resultado |
| ---- | ----------------------------- | -------------------------------- | -------------- | --------- |
| 2007 | Premios Blue Dragon           | Premio a la elección del público | D-War          | Ganador   |
| 2007 | Premios Blue Dragon           | Premio técnico                   | D-War          | Nominado  |
| 2008 | Premios Asian Films           | Mejores efectos visuales         | Hyung-rae Shim | Nominado  |
| 2008 | Premios Grand Bell, Sur Corea | Mejores efectos visuales         | D-War          | Ganador   |